# Trigun: Badlands Rumble
Trigun: Badlands Rumble – japoński film animowany z 2010 roku w reżyserii Satoshiego Nishimury, wyprodukowany przez studio Madhouse na podstawie mangi Trigun autorstwa Yasuhiro Nightowa. Premiera filmu w japońskich kinach miała miejsce 24 kwietnia 2010.

## Fabuła
Dwadzieścia lat przed wydarzeniami z Trigun, bandyta Gasback i jego gang napadają na bank. Pozostali członkowie gangu zdradzają go i uciekają z pieniędzmi, a ich przywódca Cain strzela do Gasbacka, pozostawiając go na pastwę policji. Vash the Stampede interweniuje, aby powstrzymać Gasbacka przed zabiciem pozostałych; Gasback ucieka przed schwytaniem i kontynuuje swoje życie przestępcze.
W teraźniejszości Cain stał się burmistrzem Macca City, wykorzystując swoją część pieniędzy z napadu na modernizację elektrowni oraz budowę ogromnego pomnika z brązu przedstawiającego jego podobiznę. Jeden z innych członków gangu, Dorino, został zmuszony do szukania schronienia u Caina po tym, jak Gasback zniszczył jego biznes. Cain składa wniosek do Towarzystwa Ubezpieczeniowego Bernardelli o polisę na pomnik, co skłania Meryl Stryfe i Milly Thompson do podróży do Macca City w celu zapewnienia mu bezpieczeństwa.
Wysoka wartość zarówno pomnika, jak i elektrowni podsyca plotki, że Gasback może zaatakować, co przyciąga tłumy łowców nagród chcących zgarnąć dużą nagrodę za jego schwytanie. Podczas podróży do Macca City Vash pomaga młodej kobiecie imieniem Amelia odeprzeć grupę opryszków, którzy ją nękają. Po przybyciu do miasta Vash zaczyna z nią flirtować i ratuje ją przed atakiem w saloonie, jednak Amelia wielokrotnie wyraża wobec niego swoją odrazę.
Gasback zostaje uratowany przed policyjną zasadzką przez Nicholasa D. Wolfwooda, który pełni rolę jego ochroniarza po tym, jak Gasback wcześniej ocalił go przed śmiercią z pragnienia na pustyni. Wolfwood zgodził się chronić Gasbacka, nie angażując się jednak aktywnie w żadne rabunki. Później Gasback udaje się do innego miasta i niszczy fabrykę należącą do Mechia, kolejnego ze swoich dawnych wspólników. Gdy Mechio szuka schronienia u Caina, łowcy nagród uznają, że Gasback ostatecznie nie zaatakuje Macca City i zaczynają się rozpraszać.
Gasback bez trudu przedziera się do rezydencji Caina, a Wolfwood odwraca uwagę Vasha na tyle długo, by Gasback mógł wejść do środka. Ogłaszając, że jego kontrakt z Gasbackiem został wypełniony, Wolfwood pozwala Vashowi ruszyć w pościg za rabusiem do rezydencji. Dochodzi do konfrontacji, podczas której Cain strzela do Dorino i Mechia, a Amelia dowiaduje się o udziale Vasha w ucieczce Gasbacka sprzed 20 lat. Pomimo protestów Amelii, która twierdzi, że jego działania doprowadziły do cierpienia wielu osób, w tym jej samej i jej matki, Vash ponownie pozwala Gasbackowi uciec.
Gasback detonuje ładunki wybuchowe, oddzielając elektrownię od jej podstawy, a następnie pozwala, by potoczyła się, niszcząc pomnik Caina. Następnie jego gang przymocowuje ją do pojazdu i ucieka. Amelia rusza w pościg, zamierzając zabić Gasbacka; Vash i Wolfwood spieszą, by ją powstrzymać, ale Vash zostaje postrzelony i wpada w ruchome piaski, gdzie znika pod powierzchnią. Meryl i Milly są zszokowane wiadomością, a Amelia zaczyna zastanawiać się, czy nie jest wcale lepsza od Gasbacka.
Następnego dnia Amelia i Wolfwood wyruszają, aby powstrzymać Gasbacka i odzyskać elektrownię, ale niespodziewanie Vash pojawia się ponownie. Udało mu się przeżyć, ponieważ kula trafiła w kawałek twardego wędzonego mięsa w kieszeni jego płaszcza, a Meryl i Milly uratowały go. Vash stacza pojedynek z Gasbackiem i rani go, ale Gasback aktywuje broń elektryczną, która ma go zabić. Amelia kontruje ją za pomocą ukrytej rękawicy, którą Gasback rozpoznaje jako przedmiot, który wykonał dla swojej żony, matki Amelii. Amelia urodziła się krótko po tym, jak Gasback opuścił swoją żonę, by popełniać kolejne rabunki, ale inni złodzieje ukradli wszystkie pieniądze, które jej zostawił. Gdy zachorowała, nikt nie chciał jej pomóc ze względu na piętno związane z Gasbackiem. Przed śmiercią matka Amelii przekazała jej rękawicę.
Przyjąwszy światopogląd Vasha,, Amelia pozwala Gasbackowi żyć. Cain próbuje zabić go pociskiem, ale Wolfwood go niszczy. Gasback i wszyscy jego obecni oraz byli wspólnicy zostają aresztowani, a elektrownia zostaje ponownie zainstalowana w Macca City. Meryl i Milly wracają do głównej siedziby Bernardelli, a Vash i Wolfwood wyruszają przez pustynię. Vash zmienia kierunek po przeczytaniu artykułu w gazecie, który opisuje ucieczkę z więzienia innej grupy bandytów, co sprawia, że Wolfwood zaczyna podejrzewać, iż Vash ma z nimi jakieś powiązania.

## Obsada
| Postać                  | Seiyū            |
| ----------------------- | ---------------- |
| Vash the Stampede       | Masaya Onosaka   |
| Nicholas D. Wolfwood    | Shō Hayami       |
| Meryl Stryfe            | Hiromi Tsuru     |
| Milly Thompson          | Satsuki Yukino   |
| Amelia Ann McFly        | Maaya Sakamoto   |
| Gasback Gallon Getaway  | Tsutomu Isobe    |
| Caine Flaccano (Kepler) | Bin Shimada      |
| Mechio Tante Ogorare    | Fumihiko Tachiki |
| Dorino Ohre Tadiski     | Nobuo Tobita     |
| Shane B. Goodman        | Taiten Kusunoki  |
| Matka Amelii            | Kikuko Inoue     |

## Produkcja i wydanie
Plany stworzenia pełnometrażowego filmu anime zostały ogłoszone w 14. tomie Trigun Maximum, a jego premiera pierwotnie miała odbyć się w 2009 roku. W październiku 2009 na oficjalnej stronie internetowej filmu pojawiła się informacja o nowej japońskiej dacie premiery zaplanowanej na wiosnę 2010. Za reżyserię na podstawie scenariusza Yasuko Kobayashi odpowiadał Satoshi Nishimura, postacie zaprojektował Takahiro Yoshimatsu, muzykę skomponował Tsuneo Imahori, a animację wykonało studio Madhouse. Premiera w japońskich kinach odbyła się 24 kwietnia 2010. Film zarobił w japońskim box office 72 miliony jenów.